# Bengals d'Idaho State
Les Bengals d'Idaho State sont les équipes sportives représentatives de l’université d’État de l’Idaho à Pocatello dans l'Idaho en sport interuniversitaire. L'université possède treize équipes comprenant des équipes de basketball masculin et féminin, de cross-country, de tennis et d'athlétisme; golf, football, softball et volleyball réservés aux femmes; et le football américain réservé aux hommes. Les Bengals sont en compétition au niveau de la division I de la NCAA ( National Collegiate Athletic Association ), subdivision de championnat de football pour le football américain universitaire et sont actuellement membres de la conférence Big Sky. Les rivaux des Bengals sont les Broncos de l'université d'État de Boise (située à Boise) et les Vandals de l'université de l'Idaho (située à Moscou ). 

## Les équipes
| Masculines         | Féminines     |
| ------------------ | ------------- |
| Basketball         | Basketball    |
| Cross-country      | Cross-country |
| Football américain | Golf          |
| Tennis             | Football      |
| Athlétisme         | Softball      |
|                    | Tennis        |
| Cross-country      |               |
| Volley-ball        |               |

### Football

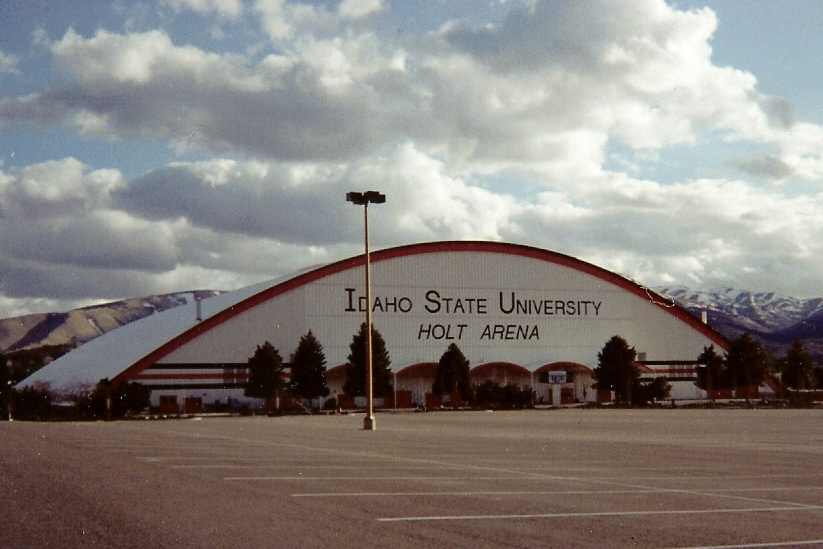
L'ICCU Dome, qui a ouvert ses portes en 1970.

Les Bengals jouent leur match à domicile à l'ICCU Dome (en), un stade d'une capacité de 12 000 places. Ils sont membres de la Big Sky Conference au sein de la division 1 FCS de la NCAA. Ils n'ont qu'un seul titre national, en 1981, et huit titres de champions de conférence, le dernier datant de 2002. 
Leur entraîneur-chef est, depuis 2022, Cody Hawkins. 
De nombreux anciens élèves dont Jared Allen, Merrill Hoge (en), Evan Dietrich-Smith, Ed « The Flea » Bell (en), Mike Machurek (en) et Jeff Charleston (en) ont joué dans la National Football League (NFL).

### Basketball

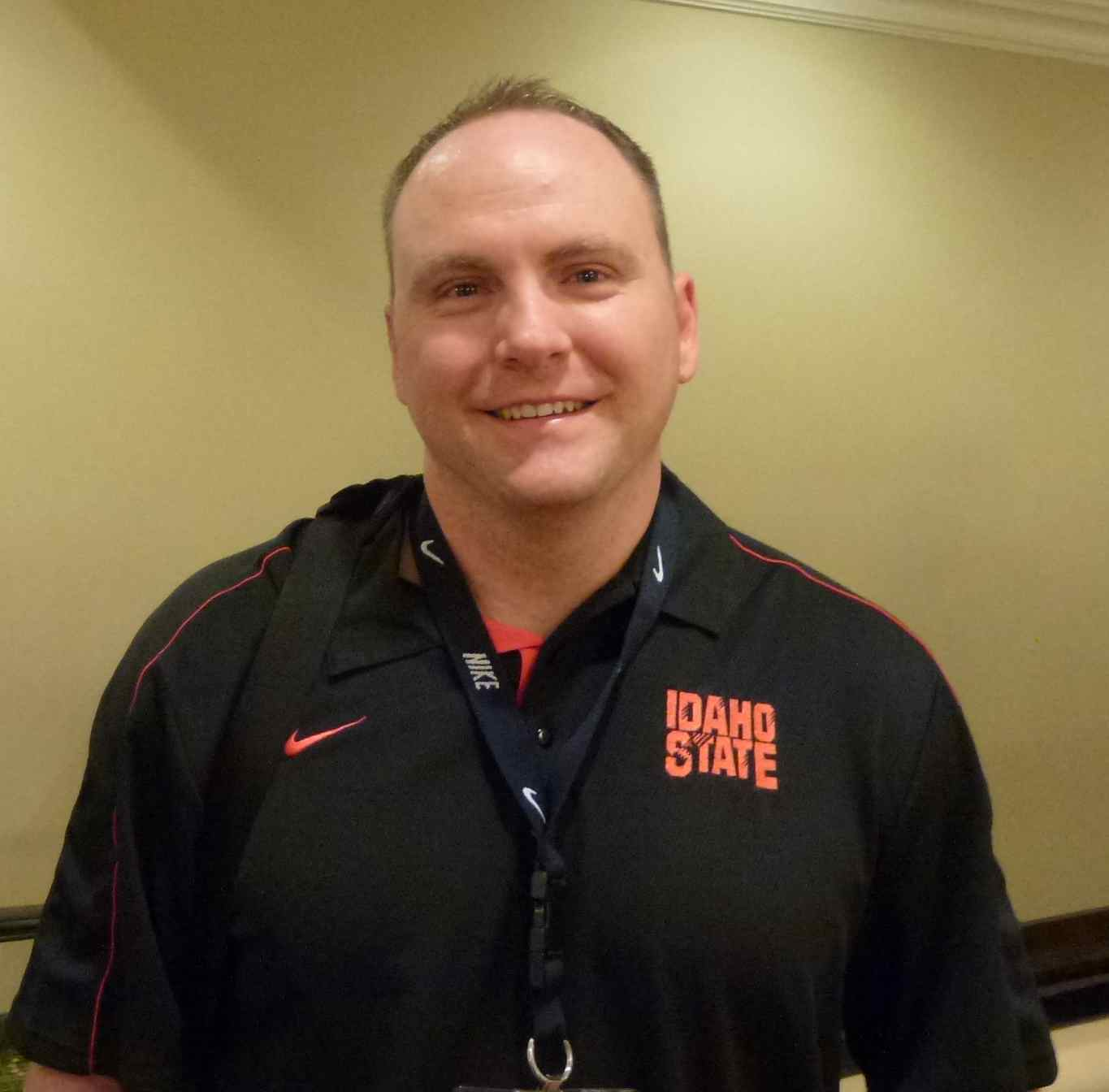
Seton Sobolewski, entraîneur en chef du basket féminin

En mars 1977, l'équipe masculine de basketball fait la une des journaux nationaux en battant les Bruins de l'UCLA 76 à 75 dans la demi-finale régionale de l'Ouest du tournoi de la NCAA. La victoire qualifie les Bengals pour leur seule apparition à ce jour dans l'Elite Eight (en). C’est la première fois depuis 1966 que UCLA n’atteint pas le Final Four. Les Bengals sont ensuite éliminés en finale régionale de l'Ouest par les Rebels de l'UNLV. 
L'équipe masculine de basketball joue ses matchs à domicile à l'ICCU Dome, avec une capacité de 8 000 places assises pour le basketball. Leur apparition la plus récente dans le tournoi de la NCAA remonte à 1987, année au cours de laquelle l'ISU est éliminée 70 à 95 au premier tour par l'UNLV, premier au classement. 

#### Basketball féminin
L'équipe féminine de basketball de l'ISU joue ses matchs à domicile au Reed Gym, qui peut accueillir 3 040 personnes en basketball. La dernière apparition de l'équipe féminine dans le tournoi de la NCAA remonte à 2012, année où elle est éliminée 41 à 70 au premier tour par les Hurricanes de Miami. Le programme féminin a une rivalité active en basketball avec l’université de Idaho (UI) et Boise State (BSU). Ces dernières années, l'ISU domine l'UI, mais à son tour est dominé par BSU. 

## Anciens sports

### Baseball
Le programme de baseball à l'ISU a été interrompu il y a 45 ans après la saison 1974  à la suite de la décision de la Big Sky d'abandonner le baseball et quatre autres sports,,. Les Bengals ont remporté la division sud lors de leur dernière saison. Boise State et l'Idaho ont abandonné leurs programmes de baseball six ans plus tard en 1980, en invoquant des contraintes budgétaires,.

### Lutte
Idaho State a remporté plusieurs titres de Big Sky en lutte, son premier en 1967 , le sport a été abandonné par la conférence après la saison 1987.